# 徐岳 (南北朝)
徐岳（?—?），东海郡（郡治今山东省兰陵县南）人，中国南北朝西梁政治人物，萧琮时尚书右仆射。尚书左仆射、开府仪同三司、简肃公徐勉之少子。
徐岳年少方正，传家学，博通经史，尤长文采。开始担任东阳王萧琮太傅。东阳王萧琮被梁明帝改立皇太子，他一起进入东宫，转任太子詹事。太子萧琮即位，拜他为侍中、左民尚书，官至尚书右仆射，在相位三年，谨于朝政。跟随萧琮入隋朝，隋文帝任命他为上开府仪同三司。在陈州刺史任上去世。子徐凯，秘书郎。徐岳兄徐矩，有文学，善吏事。但是非常贪婪。官至度支尚书。子徐敬，鸿胪卿。